# 九品仏駅

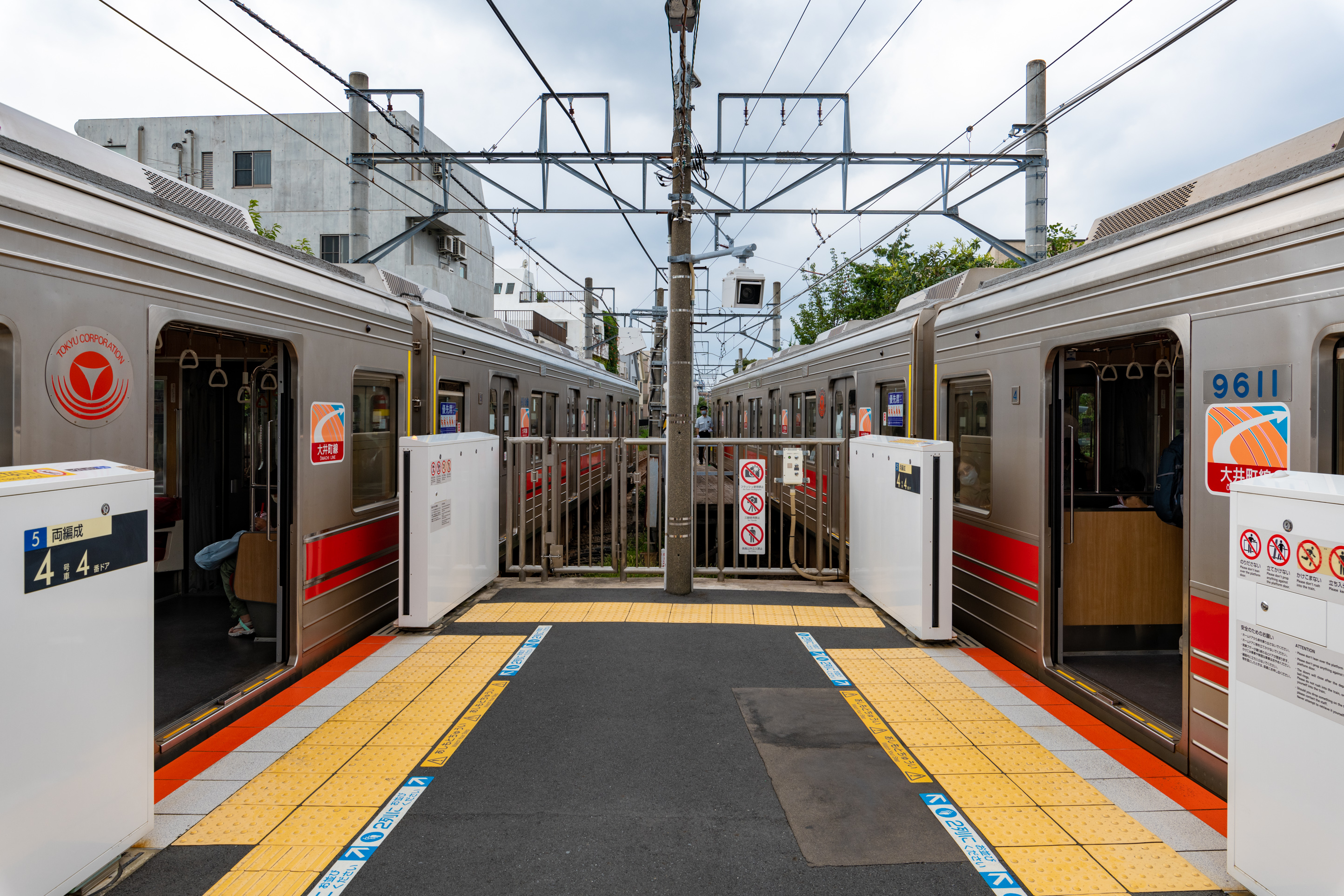
ドアカットの様子（2021年8月）

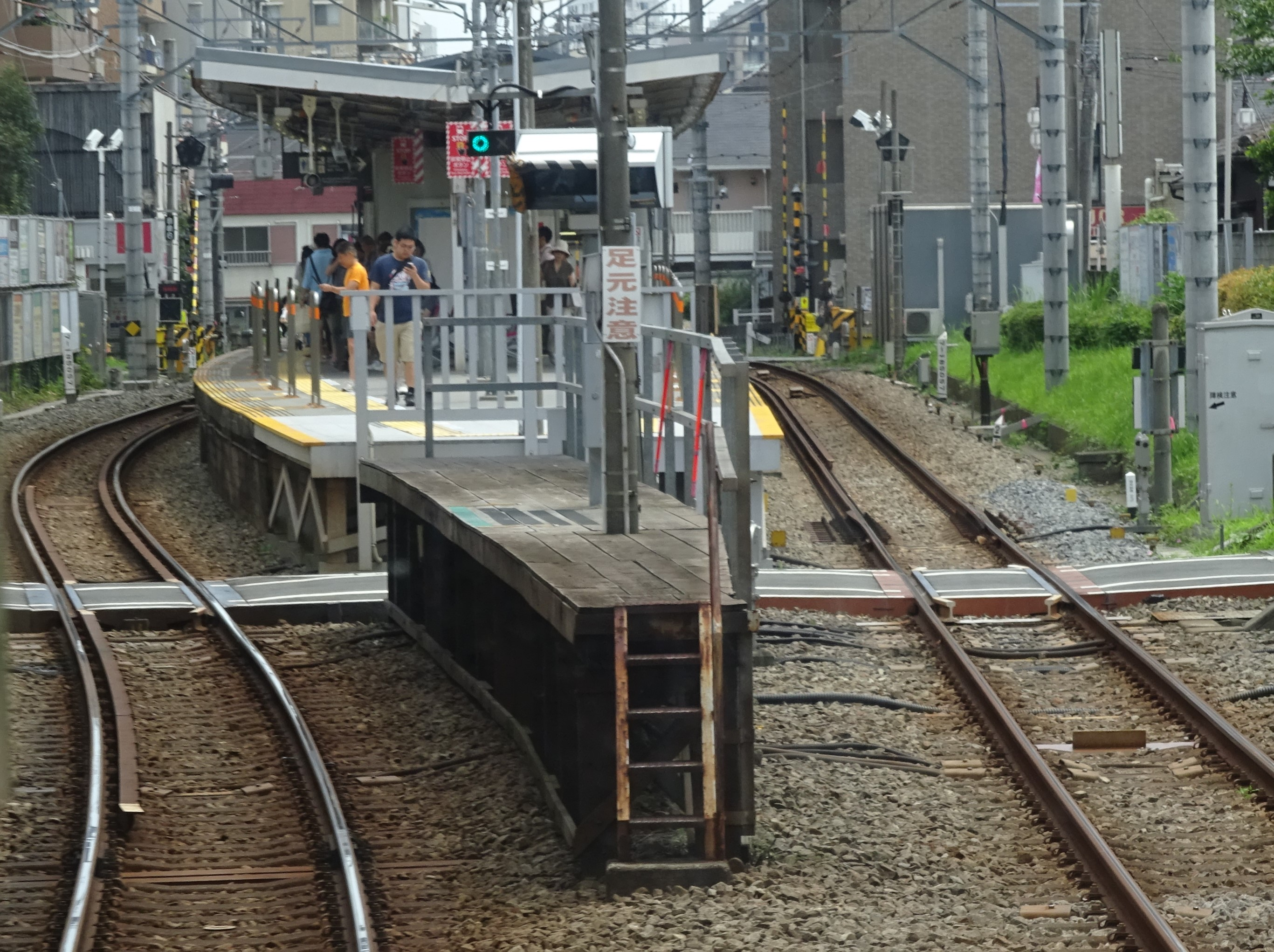
大井町行電車内から見たホーム（2016年8月）

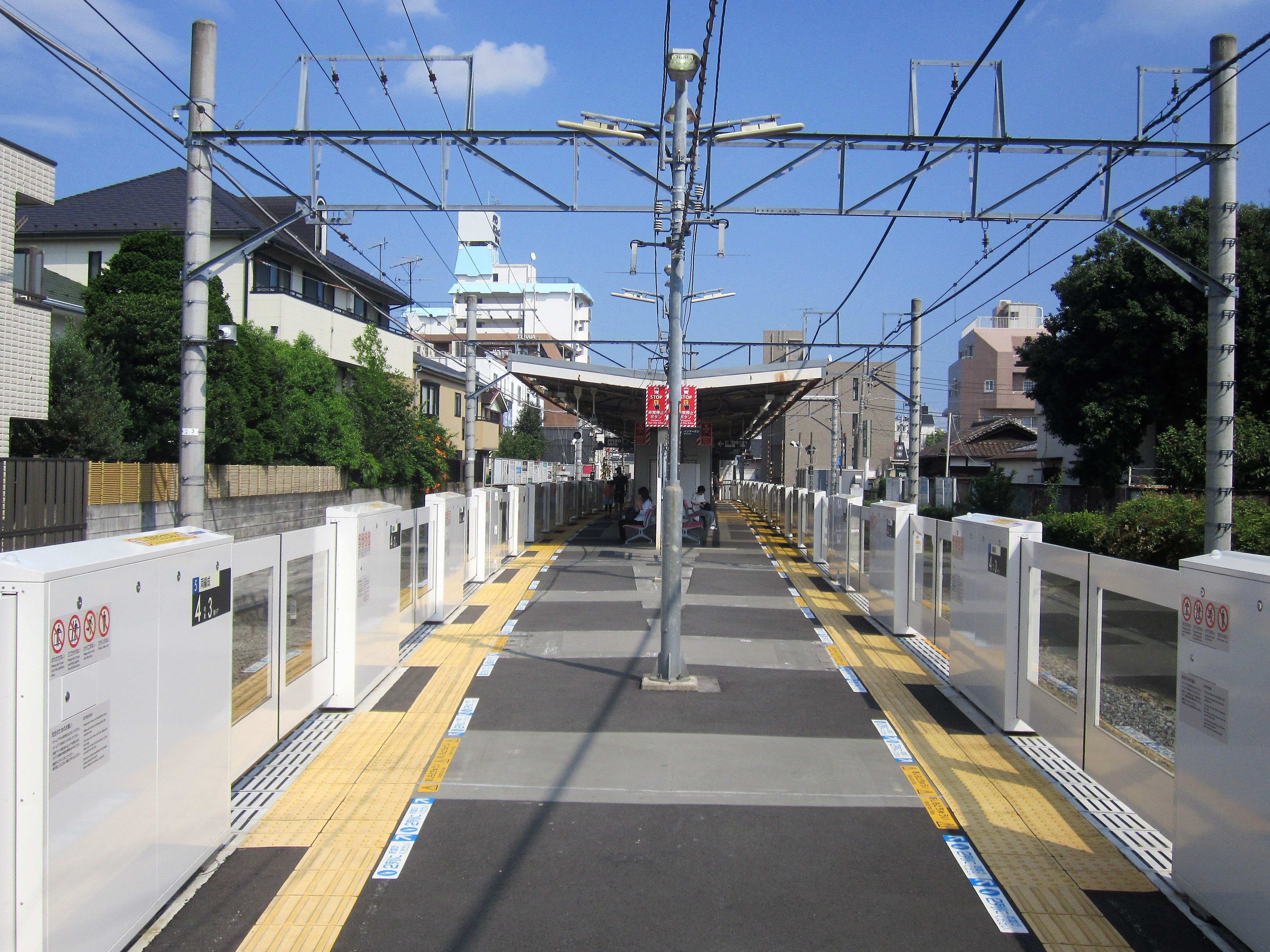
ホームドア設置後のホーム（2019年8月）

九品仏駅（くほんぶつえき）は、東京都世田谷区奥沢七丁目にある、東急電鉄大井町線の駅である。駅番号はOM11。

## 歴史
- 1929年（昭和4年）11月1日：開設[1]。
  - 駅名は九品仏浄真寺に因んだものである[1]。なお、大井町線開通前に当たる1927年（昭和2年）8月28日から1929年（昭和4年）10月22日までの間は、東横線自由が丘駅が九品仏駅を名乗っていた[2]が、現九品仏駅開業時に駅名を譲った。
- 1960年（昭和35年）：木造モルタル造駅舎へ改築[1]。
- 1976年（昭和51年）4月：5両編成運行開始に伴い、長津田寄り（当時当駅は田園都市線で、終点はすずかけ台）1両のドアカット開始[3]。
- 2018年（平成30年）9月30日：ホームドア使用開始。

## 駅構造
島式ホーム1面2線を有する地上駅。
駅舎・改札は1か所のみで、プラットホームの自由が丘側に連続し、上下線に挟まれた場所にある。駅両端に踏切があり、ホーム有効長は4両編成分しか確保されていない。そのため、二子玉川寄り1両のドアを開けることが出来ず、ドアカットが行われる。なお、当駅でドアが開かない大井町線各停用編成5号車にはステッカー等で案内されている他、当駅到着前にアナウンスが行われている。2013年2月24日には戸越公園駅のドアカット解消に伴い、当駅は東急で唯一のドアカット実施駅となった。2018年（平成30年）に新設されたホームドアも4両分のみとなっている。
2009年（平成21年）秋頃にはホーム上に尾山台駅同様の「スレッドライン」（電車接近等を光で知らせる埋込型表示器）が設置され、急行通過時のみ点滅する仕様となっていたが、ホームドア新設に伴い運用を終了した。

### ドアカットの歴史
1976年（昭和51年）4月より田園都市線（当時）で5両編成運行が開始されたが、踏切に挟まれた当駅はホーム有効長が確保出来ないため、長津田寄り1両をドアカットするようになった。
また、1981年（昭和56年）4月1日からは初代6000系、7200系（翌1982年（昭和57年）からは初代7000系も加わる他、後に7600系や7700系も加わる）による18m車6両編成運行が開始され、これらの車両では二子玉川園駅（現・二子玉川駅）寄り2両でドアカットを行っていた。なお、18m車6両編成は1989年（平成元年）1月26日ダイヤ改正で運行終了している。

### のりば
| 番線 | 路線     | 方向 | 行先                         |
| ---- | -------- | ---- | ---------------------------- |
| 1    | 大井町線 | 下り | 二子玉川・溝の口方面         |
| 2    | 大井町線 | 上り | 自由が丘・大岡山・大井町方面 |

## 利用状況
2024年度（令和6年度）の1日平均乗降人員は12,729人である。
近年の1日平均乗降・乗車人員の推移は以下の通り。
| 年度               | 1日平均 乗降人員 | 1日平均 乗車人員 | 出典     |
| ------------------ | ---------------- | ---------------- | -------- |
| 1956年（昭和31年） |                  | 5,192            | [ * 1 ]  |
| 1957年（昭和32年） |                  | 5,589            | [ * 2 ]  |
| 1958年（昭和33年） |                  | 5,675            | [ * 3 ]  |
| 1959年（昭和34年） |                  | 5,862            | [ * 4 ]  |
| 1960年（昭和35年） | 12,331           | 6,236            | [ * 5 ]  |
| 1961年（昭和36年） | 12,955           | 6,489            | [ * 6 ]  |
| 1962年（昭和37年） | 13,419           | 6,723            | [ * 7 ]  |
| 1963年（昭和38年） | 13,274           | 6,656            | [ * 8 ]  |
| 1964年（昭和39年） | 13,250           | 6,631            | [ * 9 ]  |
| 1965年（昭和40年） | 13,322           | 6,580            | [ * 10 ] |
| 1966年（昭和41年） | 13,060           | 6,408            | [ * 11 ] |
| 1967年（昭和42年） | 12,547           | 6,349            | [ * 12 ] |
| 1968年（昭和43年） | 12,802           | 6,438            | [ * 13 ] |
| 1969年（昭和44年） | 12,973           | 6,392            | [ * 14 ] |
| 1970年（昭和45年） | 13,063           | 6,515            | [ * 15 ] |
| 1971年（昭和46年） | 12,340           | 6,252            | [ * 16 ] |
| 1972年（昭和47年） | 12,498           | 6,344            | [ * 17 ] |
| 1973年（昭和48年） | 12,749           | 6,457            | [ * 18 ] |
| 1974年（昭和49年） | 12,823           | 6,476            | [ * 19 ] |
| 1975年（昭和50年） | 12,514           | 6,365            | [ * 20 ] |
| 1976年（昭和51年） | 12,219           | 6,201            | [ * 21 ] |
| 1977年（昭和52年） | 12,287           | 6,191            | [ * 22 ] |
| 1978年（昭和53年） | 11,821           | 6,062            | [ * 23 ] |
| 1979年（昭和54年） | 11,868           | 6,078            | [ * 24 ] |
| 1980年（昭和55年） | 12,012           | 6,076            | [ * 25 ] |
| 1981年（昭和56年） | 12,344           | 6,227            | [ * 26 ] |
| 1982年（昭和57年） | 12,415           | 6,223            | [ * 27 ] |
| 1983年（昭和58年） | 12,487           | 6,322            | [ * 28 ] |
| 1984年（昭和59年） | 12,721           | 6,372            | [ * 29 ] |
| 1985年（昭和60年） | 12,997           | 6,393            | [ * 30 ] |
| 1986年（昭和61年） | 12,907           | 6,556            | [ * 31 ] |
| 1987年（昭和62年） | 13,153           | 6,582            | [ * 32 ] |
| 1988年（昭和63年） | 13,176           | 6,535            | [ * 33 ] |
| 1989年（平成元年） | 12,897           | 6,559            | [ * 34 ] |
| 1990年（平成02年） | 13,068           | 6,690            | [ * 35 ] |
| 1991年（平成03年） | 13,514           | 6,781            | [ * 36 ] |
| 1992年（平成04年） | 13,330           | 6,734            | [ * 37 ] |
| 1993年（平成05年） | 13,258           | 6,755            | [ * 38 ] |
| 1994年（平成06年） | 13,559           | 6,856            | [ * 39 ] |
| 1995年（平成07年） | 13,585           | 6,965            | [ * 40 ] |
| 1996年（平成08年） | 13,223           | 6,784            | [ * 41 ] |
| 1997年（平成09年） | 13,112           | 6,716            | [ * 42 ] |
| 1998年（平成10年） | 12,762           | 6,510            | [ * 43 ] |
| 1999年（平成11年） | 12,521           | 6,423            | [ * 44 ] |
| 2000年（平成12年） | 12,444           | 6,349            | [ * 45 ] |
| 2001年（平成13年） | 12,744           | 6,433            | [ * 46 ] |
| 2002年（平成14年） | 12,845           | 6,451            | [ * 47 ] |
| 2003年（平成15年） | 13,000           | 6,513            | [ * 48 ] |
| 2004年（平成16年） | 12,671           | 6,421            | [ * 49 ] |
| 2005年（平成17年） | 13,047           | 6,600            | [ * 50 ] |
| 2006年（平成18年） | 13,499           | 6,824            | [ * 51 ] |
| 2007年（平成19年） | 13,647           | 6,947            | [ * 52 ] |
| 2008年（平成20年） | 13,576           | 6,895            | [ * 53 ] |
| 2009年（平成21年） | 13,354           | 6,753            | [ * 54 ] |
| 2010年（平成22年） | 13,179           | 6,669            | [ * 55 ] |
| 2011年（平成23年） | 12,688           | 6,417            | [ * 56 ] |
| 2012年（平成24年） | 12,747           | 6,441            | [ * 57 ] |
| 2013年（平成25年） | 12,951           | 6,524            | [ * 58 ] |
| 2014年（平成26年） | 12,877           | 6,477            | [ * 59 ] |
| 2015年（平成27年） | 13,123           | 6,616            | [ * 60 ] |
| 2016年（平成28年） | 13,184           | 6,625            | [ * 61 ] |
| 2017年（平成29年） | 13,281           | 6,663            | [ * 62 ] |
| 2018年（平成30年） | 13,404           | 6,737            | [ * 63 ] |
| 2019年（令和元年） | 13,337           | 6,705            | [ * 64 ] |
| 2020年（令和02年） | 9,715            |                  |          |
| 2021年（令和03年） | 11,139           |                  |          |
| 2022年（令和04年） | 12,019           |                  |          |
| 2023年（令和05年） | 12,440           |                  |          |
| 2024年（令和06年） | 12,729           |                  |          |

## 駅周辺

### 官公庁・公共施設
- 世田谷区役所九品仏まちづくり出張所
- 玉川警察署九品仏交番
- 東京都水道局研修・開発センター

### 教育機関
- 玉川聖学院中等部・高等部
- 田園調布雙葉学園
- 世田谷区立九品仏小学校

### 郵便局・金融機関
- 世田谷九品仏郵便局
- きらぼし銀行 九品仏支店

### 店舗
- 成城石井 九品仏店
- プチマルシェフジ九品仏駅前店

### 史跡・自然
- 九品仏広場
- 九品仏浄真寺
  - 駅前の参道入口に東京オリンピックのゴールドポスト[12]（第72号）が設置されている。

### 交通
- 等々力通り

## 路線バス
東急バスが「九品仏駅前」バス停を駅北側に設置しているが、土曜夕方に以下の路線バスが1往復発着するのみである。2018年3月末までは田園調布駅 - 世田谷区民会館間を結ぶ路線が1時間に1 - 2回程度運行していたが、廃止となった。
- 系統番号なし：田園調布駅行 / 中町五丁目行（等々力七丁目・玉川警察署経由）

## 隣の駅
東急電鉄
 大井町線
■急行
通過
□各駅停車（二子新地・高津は通過）・■各駅停車（二子新地・高津に停車）
自由が丘駅 (OM10) - 九品仏駅 (OM11) - 尾山台駅 (OM12)